# ŽKK Budućnost Podgorica
Cet article traite de l'équipe de basket-ball féminin. Pour les autres sports, voir Budućnost Podgorica.
Le Ženska Košarkaški Klub Budućnost Podgorica (ou ŽKK Budućnost Podgorica) est un club féminin monténégrin de basket-ball situé dans la ville de Podgorica.

## Entraîneurs successifs
- Depuis ? : -

## Joueuses célèbres ou marquantes
- Ana Joković
- Andželika Mitrašinoviḱ